# Klyvsgöl
Klyvsgöl är en sjö i Vimmerby kommun i Småland och ingår i Botorpsströmmens huvudavrinningsområde. Sjöns area är 0,043 kvadratkilometer och den är belägen 142 meter över havet.